# Цукергютль
Цукергютль (нім. Zuckerhuet) — гора в Тіролі, Австрія. Заввишки 3505 метрів (11499 футів), це найвища вершина Штубайських Альп і розташована на південному кінці долини Штубайталь.
Свою назву вона здобула від німецької цукрової головки завдяки конічній формі. У сусідній Італії вона відома як Pan di Zùcchero, італійський термін для цукрової головки.
На північному боці в горах величезного Зульценойфернера льодовик спадає на 1000 метрів від його вершини, подібний до льодопаду, який виглядає непідйомним без сходів. Саме вид на цей великий льодовик і дав назву Цукергютлю. На його південному боці з вершини спускається скеля заввишки 500 метрів.

## Альпінізм
Уперше вершини досяг німецький альпініст Йозеф Антон Шпехт у 1862 році. Шпехт був членом-засновником Німецького альпійського клубу. Зараз це дуже популярне місце, оскільки це найвища гора Штубайських Альп, а також завдяки краєвидам із вершини, з якої відкриваються всі основні вершини Штубайських Альп, Ецтальських Альп, Ціллертальських Альп та Ортлерських Альп. Звичайний маршрут — східнім хребтом.